# 京成バス千葉イースト
京成バス千葉イースト株式会社（けいせいバスちばイースト、英: Keisei Bus Chiba East Co. Ltd.）は、千葉県成田市に本社を置く京成電鉄バスホールディングス傘下のバス事業者。主に千葉県東部でバスの運行を担当する。

## 概要
2025年（令和7年）4月1日付で、京成グループのバス事業再編により、成田鉄道を前身とする千葉交通、千葉郊外自動車を前身とし1969年に京成電鉄の子会社となった千葉中央バス、四街道市内の団地開発に伴い設立された千葉内陸バス、1995年以降の京成電鉄直営バス事業の分社化により設立されたちばフラワーバス、ちばシティバス、ちばグリーンバス、当時成田国際空港のターミナルと直結していなかった成田空港駅（現・東成田駅）の連絡バス輸送を目的に設立された成田空港交通が、千葉交通を存続会社とする形で合併し、京成バス千葉イースト株式会社へ商号変更した。
翌2026年（令和8年）4月1日には、京成バスのうち千葉営業所が編入され、京成バス千葉イースト千葉東営業所に改称される予定である。

## 本社・営業所
いずれも千葉県内に所在。詳細は各営業所記事を参照。
| 営業所・車庫名 | 営業所・車庫名 | 所在地                      | 備考                                                                                           |
| -------------- | -------------- | --------------------------- | ---------------------------------------------------------------------------------------------- |
| 本社           | 本社           | 成田市花崎町750番地の1      |                                                                                                |
| 成田営業所     | 成田営業所     | 成田市吉倉259-5             | 旧：千葉交通成田営業所                                                                         |
| 多古営業所     | 多古営業所     | 香取郡多古町多古108-2       | 旧：千葉交通多古営業所                                                                         |
| 銚子営業所     | 銚子営業所     | 銚子市松本町1丁目8-5        | 旧：千葉交通銚子営業所                                                                         |
| 千葉南営業所   | 千葉南営業所   | 千葉市緑区辺田町2-6         | 旧：千葉中央バス千葉営業所                                                                     |
| 大野台営業所   | 大野台営業所   | 千葉市緑区大野台1丁目6-18   | 旧：千葉中央バス大野台営業所                                                                   |
| いすみ営業所   | いすみ営業所   | いすみ市苅谷278-1           | 旧：千葉中央バスいすみ営業所                                                                   |
| 成田空港営業所 | 成田空港営業所 | 成田市駒井野字山ノ台1368-22 | 旧：成田空港交通（本社・営業所）                                                               |
| 四街道営業所   | -              | 四街道市千代田5-68          | 旧：千葉内陸バス千代田営業所                                                                   |
| 四街道営業所   | みつわ台車庫   | 千葉市若葉区みつわ台5-40-2  | 旧：千葉内陸バスみつわ台車庫                                                                   |
| 四街道営業所   | めいわ車庫     | 四街道市めいわ4-24          | 旧：千葉内陸バスめいわ車庫 車両配置なし                                                        |
| 成東営業所     | 成東営業所     | 山武市津辺47                | 旧：京成電鉄自動車本部成東営業所→ちばフラワーバス本社営業所                                    |
| 中野営業所     | 中野営業所     | 千葉市若葉区中野町103       | 旧：京成電鉄自動車本部千葉営業所中野車庫→ちばフラワーバス千葉出張所→ちばフラワーバス中野営業所 |
| 新港営業所     | 新港営業所     | 千葉市美浜区新港32-12       | 旧：京成電鉄自動車本部千葉営業所新宿車庫→ちばシティバス（本社・営業所）                        |
| 佐倉営業所     | 田町車庫       | 佐倉市角来1474-1            | 旧：京成電鉄自動車本部佐倉営業所→ちばグリーンバス（本社・営業所）                              |

## 路線
各営業所の記事を参照。